# Beheading of a King
Beheading of a King ist eine kanadische Deathcore-/Metalcore-Band aus Montreal/Québec.

## Geschichte
Beheading of a King wurde von den Musikern Simon-Pierre Renaud (Schlagzeug), Pierre-Olivier Fortin (Gitarre), Rick Patenaude (Gesang) und Benoit Coté (Bass) in der kanadischen Stadt Montreal gegründet. 2009 wurde Rick Patenaude durch Mathieu Paquette ersetzt und wurde zum zweiten Gitarristen der Band.
Bereits zu Beginn der Band konnte Beheading of a King auf regionaler Ebene Erfolge feiern. So gewann die Gruppe die D-Tox Band Wars. Dort setzte sich die Band gegen 25 andere regional erfolgreiche Bands durch. 2009 erfolgte die Veröffentlichung ihrer ersten EP. Diese wurde nach der Band benannt. Es folgten zwei Kanada-Touren, unter anderem mit A Plea for Purging, Fall in Archaea (The Canadian Mosh Potatour) und Misery Signals (Support mit Struc/tures). Auf der Crush ‘Em All Tour spielte Beheading of a King mit Veil of Maya, After the Burial und ABACABB. Auch spielte die Gruppe bereits mit Arsonists Get All the Girls, The Agonist, Attila, Bury Your Dead, Suicide Silence und Blind Witness.
Die Gruppe unterzeichnete aufgrund ihres raschen Erfolges einen Vertrag mit Outerloop Management. Bei Outerloop stehen auch andere erfolgreiche Bands unter Vertrag, wie zum Beispiel Veil of Maya, Oceano und Periphery.
2011 ist für die Gruppe bisher durchwachsen. Während der Aufnahmen an der zweiten EP Quasar begeht Sänger Mathieu Paquette Suizid. Der neue Mann am Mikrofon ist Rick Patenaude, welcher vorher bereits Mitglied der Band war und Gitarre spielte. Die EP erschien am 7. Juni 2011. Derzeit tourt die Gruppe bereits zum dritten Mal durch Kanada.
Ihre bisher veröffentlichten EPs sind auf ITunes erhältlich und werden von CD Baby vertrieben. In Deutschland sind beide EPs lediglich als Download auf Amazon erhältlich. Des Weiteren existiert ein gleichnamiges Lied auf dem Album Fate of Norns von Amon Amarth. Ob dieses Lied jedoch ausschlaggebend für die Namensgebung dieser Band war, ist fraglich.
Am 15. März 2012 tourte die Gruppe erneut durch Kanada. Headliner der Tour war die Band This or the Apocalypse. Der Name dieser Tournee lautet The Haunt of Death Tour und wurde von der Motion Nation Group organisiert. Am 17. Dezember 2012 wurde die Single Handcraftet mitsamt Musikvideo veröffentlicht.

## Diskografie

### Singles
- 2012: Handcrafted

### EPs
- 2009: Beheading of a King
- 2011: Quasar

### Alben
- 2014: Deathrone